# Аллея Смольного
Алле́я Смо́льного — аллея в Центральном районе Санкт-Петербурга. Проходит от площади Пролетарской Диктатуры до Смольного проезда.

## История
- На плане 1798 года обозначена как Подгородная улица. Происхождение наименование не установлено.
- На плане 1821 года обозначена как Смольный переулок. Назван по находящемуся поблизости Воскресенскому Смольному монастырю.
- С 30 июля 1864 года — Леонтьевская аллея. Названа в честь одной из первых начальниц Смольного института Леонтьевой М. П..
- С 15 декабря 1952 года — современное название. Названа так, потому что ведёт к Смольному.

## Объекты
- Пропилеи Смольного (1924, архитекторы В. А. Щуко, В. Г. Гельфрейх[1], по другим данным, Г. А. Голубев[2][3]).
- Аллея проходит через Сад-Партер Смольного.